# Saint-Jean-des-Baisants
Saint-Jean-des-Baisants là một xã thuộc tỉnh Manche trong vùng Normandie tây bắc nước Pháp. Xã này nằm ở khu vực có độ cao trung bình 217 mét trên mực nước biển.